# HD125658
HD125658 — хімічно пекулярна зоря спектрального класу
A3 й має  видиму зоряну величину в смузі V приблизно  6,4.
Вона  розташована на відстані близько 283,1 світлових років від Сонця.

## Фізичні характеристики
Зоря HD125658 обертається 
порівняно повільно 
навколо своєї осі. Проєкція її екваторіальної швидкості на промінь зору становить  Vsin(i)= 26км/сек.